# Hung – Um Längen besser/Episodenliste

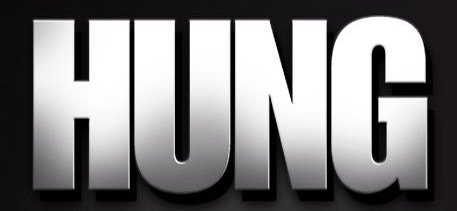
Logo zur Serie

Diese Episodenliste enthält alle Episoden der US-amerikanischen Comedyserie Hung – Um Längen besser, sortiert nach der US-amerikanischen Erstausstrahlung. Die Fernsehserie umfasst insgesamt drei Staffeln mit 30 Episoden.

## Übersicht
| Staffel | Episodenanzahl | Erstausstrahlung USA | Erstausstrahlung USA | Deutschsprachige Erstausstrahlung | Deutschsprachige Erstausstrahlung |
| Staffel | Episodenanzahl | Staffelpremiere      | Staffelfinale        | Staffelpremiere                   | Staffelfinale                     |
| ------- | -------------- | -------------------- | -------------------- | --------------------------------- | --------------------------------- |
| 1       | 10             | 28. Juni 2009        | 13. September 2009   | 6. Mai 2010                       | 10. Juni 2010                     |
| 2       | 10             | 27. Juni 2010        | 12. September 2010   | 4. Mai 2012                       | 1. Juni 2012                      |
| 3       | 10             | 2. Oktober 2011      | 4. Dezember 2011     | 20. Mai 2015                      | 17. Juni 2015                     |

## Staffel 1
Die Erstausstrahlung der ersten Staffel war vom 30. Juni bis zum 12. September 2009 auf dem US-amerikanischen Kabelsender HBO zu sehen. Die deutschsprachige Erstausstrahlung sendete der deutsche Free-TV-Sender Comedy Central vom 6. Mai bis zum 10. Juni 2010.
| Nr. (ges.) | Nr. (St.) | Deutscher Titel                                     | Originaltitel                                | Erstausstrahlung USA | Deutschsprachige Erstausstrahlung (D) | Regie           | Drehbuch                                                        |
| ---------- | --------- | --------------------------------------------------- | -------------------------------------------- | -------------------- | ------------------------------------- | --------------- | --------------------------------------------------------------- |
| 1          | 1         | Was ist Ihr Erfolgsgerät?                           | Pilot                                        | 30. Juni 2009        | 6. Mai 2010                           | Alexander Payne | Dmitry Lipkin & Colette Burson                                  |
| 2          | 2         | Happiness oder: Ich nenne dich Dick                 | Great Sausage or Can I Call You Dick?        | 12. Juli 2009        | 13. Mai 2010                          | Craig Zisk      | Dmitry Lipkin & Colette Burson                                  |
| 3          | 3         | Ein roher Diamant oder: Das Portemonnaie            | Strange Friends or The Truth Is, You’re Sexy | 19. Juli 2009        | 13. Mai 2010                          | Scott Ellis     | Dmitry Lipkin & Colette Burson                                  |
| 4          | 4         | Das Gurkenglas                                      | The Pickle Jar                               | 26. Juli 2009        | 20. Mai 2010                          | David Petrarca  | Dmitry Lipkin & Colette Burson                                  |
| 5          | 5         | Mach schon, Affe                                    | Do it, Monkey!                               | 2. Aug. 2009         | 20. Mai 2010                          | Bronwen Hughes  | Dmitry Lipkin & Colette Burson                                  |
| 6          | 6         | Doris ist tot oder: Sind wir jetzt arm?             | Doris Is Dead or Are We Rich or Are We Poor? | 9. Aug. 2009         | 27. Mai 2010                          | Matt Shakman    | Colette Burson, Dmitry Lipkin & Ellie Herman                    |
| 7          | 7         | Keine 14 mehr oder: Silvia Plath                    | The Rita Flower or The Indelible Stench      | 16. Aug. 2009        | 3. Juni 2010                          | Jim McKay       | Emily Kapnek                                                    |
| 8          | 8         | Das ist eine Prothese oder: Du kommst genau richtig | Thith ith a Prothetic or You Come Just Right | 23. Aug. 2009        | 3. Juni 2010                          | Bronwen Hughes  | Brett C. Leonard                                                |
| 9          | 9         | Der Pfad der Tugend oder: 50 Dollar                 | This Is America or Fifty Bucks               | 30. Aug. 2009        | 10. Juni 2010                         | Seith Mann      | Angela Robinson                                                 |
| 10         | 10        | Ein Schwanz und ein Traum oder: Gottes Humor        | A Dick and a Dream or Fight the Honey        | 12. Sep. 2009        | 10. Juni 2010                         | Dan Attias      | Dmitry Lipkin & Colette Burson, Emily Kapnek & Brett C. Leonard |

## Staffel 2
Die Erstausstrahlung der zweiten Staffel war vom 27. Juni bis zum 12. September 2010 auf dem US-amerikanischen Kabelsender HBO zu sehen. Die deutschsprachige Erstausstrahlung sendete der deutsche Free-TV-Sender Comedy Central vom 4. Mai bis zum 1. Juni 2012.
| Nr. (ges.) | Nr. (St.) | Deutscher Titel                                       | Originaltitel                                     | Erstausstrahlung USA | Deutschsprachige Erstausstrahlung (D) | Regie              | Drehbuch                                                          |
| ---------- | --------- | ----------------------------------------------------- | ------------------------------------------------- | -------------------- | ------------------------------------- | ------------------ | ----------------------------------------------------------------- |
| 11         | 1         | Nur die Spitze                                        | Just the Tip                                      | 27. Juni 2010        | 4. Mai 2012                           | Dan Attias         | Dmitry Lipkin & Colette Burson                                    |
| 12         | 2         | Tucson ist der Schlüssel zum Schwanz oder: Nicht sexy | Tucson is the Gateway to Dick or This Is Not Sexy | 11. Juli 2010        | 4. Mai 2012                           | David Petrarca     | Dmitry Lipkin, Colette Burson & Julia Brownell                    |
| 13         | 3         | Stichwunden oder: Nur eine Übung                      | Mind Bullets or Bang Bang Bang Bang Motherfucker  | 18. Juli 2010        | 11. Mai 2012                          | Jennifer Getzinger | Dmitry Lipkin & Colette Burson                                    |
| 14         | 4         | Noch einmal von vorne oder: Abgeschlagen              | Sing It Again, Ray or Home Plate                  | 25. Juli 2010        | 11. Mai 2012                          | Uta Briesewitz     | Brett C. Leonard                                                  |
| 15         | 5         | Ein Mann ein Plan oder: Danke Jimmy Carter            | A Man, a Plan or Thank You, Jimmy Carter          | 1. Aug. 2010         | 18. Mai 2012                          | Adam Davidson      | Eileen Myers                                                      |
| 16         | 6         | Biberfieber                                           | Beaverland                                        | 8. Aug. 2010         | 18. Mai 2012                          | Lisa Cholodenko    | Angela Robinson                                                   |
| 17         | 7         | Hummus oder: Du musst dich entscheiden                | The Middle East Is Complicated                    | 15. Aug. 2010        | 25. Mai 2012                          | Gloria Muzio       | Brett C. Leonard & Kyle Peck                                      |
| 18         | 8         | Third Base oder: Der Ausschlag                        | Third Base or The Rash                            | 22. Aug. 2010        | 25. Mai 2012                          | Bronwen Hughes     | Julia Brownell & Eileen Myers                                     |
| 19         | 9         | Du bereicherst Dich oder: Ich bin das Allergen        | Fat Off My Love or I’m the Allergen               | 29. Aug. 2010        | 1. Juni 2012                          | Colette Burson     | Angela Robinson                                                   |
| 20         | 10        | Etwas Abstand oder: Zeit für neues Glück              | Even Steven or Luckiest Kid in Detroit            | 12. Sep. 2010        | 1. Juni 2012                          | Dan Attias         | Dmitry Lipkin & Eduardo Machado Julia Brownell & Brett C. Leonard |

## Staffel 3
Die Erstausstrahlung der dritten Staffel war vom 2. Oktober bis zum 4. Dezember 2011 auf dem US-amerikanischen Kabelsender HBO zu sehen. Eine deutschsprachige Erstausstrahlung wurde bisher noch nicht gesendet.
| Nr. (ges.) | Nr. (St.) | Deutscher Titel                                         | Originaltitel                                         | Erstausstrahlung USA | Deutschsprachige Erstausstrahlung (—) | Regie          | Drehbuch                              |
| ---------- | --------- | ------------------------------------------------------- | ----------------------------------------------------- | -------------------- | ------------------------------------- | -------------- | ------------------------------------- |
| 21         | 1         | Not macht erfinderisch oder: Orgasmisches Dasein        | Don’t Give Up on Detroit or Hung Like a Horse         | 2. Okt. 2011         | 20. Mai 2015                          | Colette Burson | Dmitry Lipkin & Colette Burson        |
| 22         | 2         | Die Torte oder: Zerbrochene Fenster                     | Take the Cake or Are You Packing?                     | 9. Okt. 2011         | 20. Mai 2015                          | Uta Briesewitz | Julia Brownell                        |
| 23         | 3         | Mister Drecker oder: Die harte Polizistin               | Mister Drecker or Ease Up on the Whup-Ass             | 16. Okt. 2011        | 27. Mai 2015                          | Gloria Muzio   | Eduardo Machado & Drew Lindo          |
| 24         | 4         | Fick mich, Mister Drecker oder: Bloß nicht in den Knast | Fuck Me, Mr. Drecker or Let’s Not Go to Jail          | 23. Okt. 2011        | 27. Mai 2015                          | Dan Attias     | Brett C. Leonard                      |
| 25         | 5         | Wir sind golden oder: Crooks Ecke Big Beaver            | We’re Golden or Crooks and Big Beaver                 | 30. Okt. 2011        | 3. Juni 2015                          | Gloria Muzio   | Dmitry Lipkin & Colette Burson        |
| 26         | 6         | Schade um die Kohle                                     | Money on the Floor                                    | 6. Nov. 2011         | 3. Juni 2015                          | Uta Briesewitz | Angela Robinson & Julia Brownell      |
| 27         | 7         | Was läuft da unten oder: Essen Sie nicht Prince Eric!   | What’s Going on Downstairs? or Don’t Eat Prince Eric! | 13. Nov. 2011        | 10. Juni 2015                         | Bronwen Hughes | Eduardo Machado & Micah Schraft       |
| 28         | 8         | Schieß ihn ab oder: Nicht den Zweck erfüllt             | I, Sandee or This Sex. Which Is. Not One              | 20. Nov. 2011        | 10. Juni 2015                         | Adam Davidson  | Angela Robinson & Alexandra Kondracke |
| 29         | 9         | Ich bin ein Affe oder: Das wird Frances nicht gefallen  | A Monkey Named Simian or Frances is Not a Fan         | 27. Nov. 2011        | 17. Juni 2015                         | Howard Deutch  | Brett C. Leonard & Eileen Myers       |
| 30         | 10        | Wir stehlen keine Kühe                                  | The Whole Beefalo                                     | 4. Dez. 2011         | 17. Juni 2015                         | Adam Davidson  | Kyle Peck                             |